# Els contrabandistes de Moonfleet
Els contrabandistes de Moonfleet (títol original en anglès: Moonfleet) és una pel·lícula estatunidenca de Fritz Lang, estrenada el 1955 i doblada al català.

## Argument
Segle XVIII, Dorset, Anglaterra. Un noi arriba al petit poble de Moonfleet, lloc de contrabandistes, a la recerca d'un cert Jeremy Fox, vell amic de la seva mare difunta. Jeremy Fox és un aristòcrata deshonest, sense escrúpols, cap dels contrabandistes i nou propietari de la hisenda dels pares del noi, els Mohune. Intenta primer de tot desfer-se del petit John però finalment s'interessa per ell mentre el pot ajudar a trobar el diamant desaparegut del seu avi, anomenat «Barbarossa». Una vegada el diamant a les seves mans, Jeremy Fox abandona John però s'hi repensa a l'últim minut. L'amor d'un nen fa molts miracles.

## Repartiment
- Stewart Granger: Jeremy Fox
- George Sanders: Lord Ashwood
- Joan Greenwood: Lady Ashwood
- Jon Whiteley: John Mohune
- Liliane Montevecchi: La ballarina
- Viveca Lindfors: Sra. Minton
- Jack Elam: Damen
- Melville Cooper: Felix Ratsey
- Sean McClory: 'Elzevir Block
- John Hoyt: Magistrat Maskew
- Lester Matthews: Major Hennishaw

## Al voltant de la pel·lícula
És la primera pel·lícula rodada en Cinemascope de Fritz Lang.
La pel·lícula és adaptació de la novel·la Moonfleet de John Meade Falkner.
Al llibre Moonfleet, el personatge principal és John Trenchard. S'assabenta de l'existència d'un diamant que busca el difunt coronel Mohune, anomenat "Barbanegra", en el seu son etern. El busca de nit al cementiri de Moonfleet.
Un vespre John decideix anar a veure la cripta de la família Mohune que feia un soroll espantós, després d'una terrible tempesta, durant la Missa del diumenge celebrada pel pastor Glennie. Va anar doncs a aquest sinistre lloc armat d'una espelma que havia agafat a la seva tia que el va criar després de la mort dels seus pares.
Arribat a l'habitació que contenia els taüts de la família Mohune, busca el diamant de què havia sentit parlar. Més tard en la nit, uns homes, sens dubte contrabandistes, arriben al mateix celler i hi emmagatzemen bótes omplertes d'aiguardent. Durant aquest temps, John, que els havia sentit arribar, estava amagat darrere un taüt. Quan els contrabandistes van haver marxat, John va descobrir que s'havia amagat darrere el taüt de Barbanegra !...

## Crítica
Drama gòtic d'aventures, les imatges de la qual, estremidorament boniques, amb un portentós treball en color de Robert Planck, ens submergeixen en un univers delirant i romàntic a través de la mirada subjectiva d'un nen de deu anys en el seu descens a un infern de terror i corrupció del que emergirà havent dissolt les tenebres amb la llum de la innocència i l'amistat. Un film ple de misteri i emoció, meravellós.